# Sportvagns-VM 1972
Sportvagns-VM 1972 vanns av Ferrari.

## Delsegrare
| Bana            | Vinnare                       | Märke   |
| --------------- | ----------------------------- | ------- |
| Buenos Aires    | Ronnie Peterson Tim Schenken  | Ferrari |
| Daytona         | Mario Andretti Jacky Ickx     | Ferrari |
| Sebring         | Mario Andretti Jacky Ickx     | Ferrari |
| Brands Hatch    | Mario Andretti Jacky Ickx     | Ferrari |
| Monza           | Jacky Ickx Clay Regazzoni     | Ferrari |
| Spa             | Arturo Merzario Brian Redman  | Ferrari |
| Targa Florio    | Arturo Merzario Sandro Munari | Ferrari |
| Nürburgring     | Ronnie Peterson Tim Schenken  | Ferrari |
| Le Mans         | Henri Pescarolo Graham Hill   | Matra   |
| Zeltweg 1000 km | Jacky Ickx Brian Redman       | Ferrari |
| Watkins Glen    | Mario Andretti Jacky Ickx     | Ferrari |

## Märkes-VM
| Plats | Märke      | Poäng |
| ----- | ---------- | ----- |
| 1     | Ferrari    | 160   |
| 2     | Alfa Romeo | 85    |
| 3     | Porsche    | 66    |
| 4     | Lola       | 48    |
| 5     | Chevron    | 41    |